# Papilio clytia
Papilio clytia là một loài bướm thuộc họ Bướm phượng (Papilionidae) được mô tả bởi Linnaeus năm 1758. Loài bướm này được tìm thấy ở Nam Á và Đông Nam Á. Loài bướm này là ví dụ điển hình cho bắt chước kiểu Bates trong các loài bướm Ấn Độ.

## Phân bố
Papilio clytia sinh sống ở Ấn Độ từ Kangra đến Sikkim, từ Assam đến Myanmar, Nepal, Bangladesh, miền Nam Ấn Độ và quần đảo Andaman. Nó cũng được tìm thấy ở Sri Lanka, Thái Lan, miền Nam Trung Quốc (bao gồm cả đảo Hải Nam), Hồng Kông, Việt Nam, Lào, Campuchia, bán đảo Malaysia, Philippines và Indonesia (Flores, Alor, Timor và Moa). Một số biến thể và dạng địa phương được ghi nhận.

## Hình ảnh

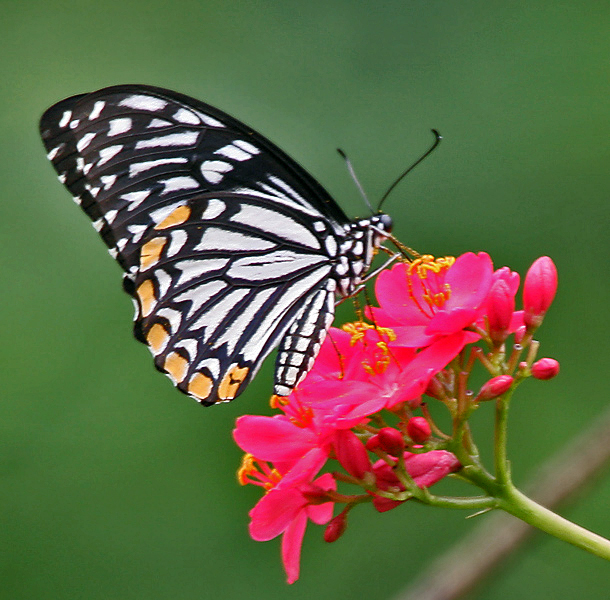
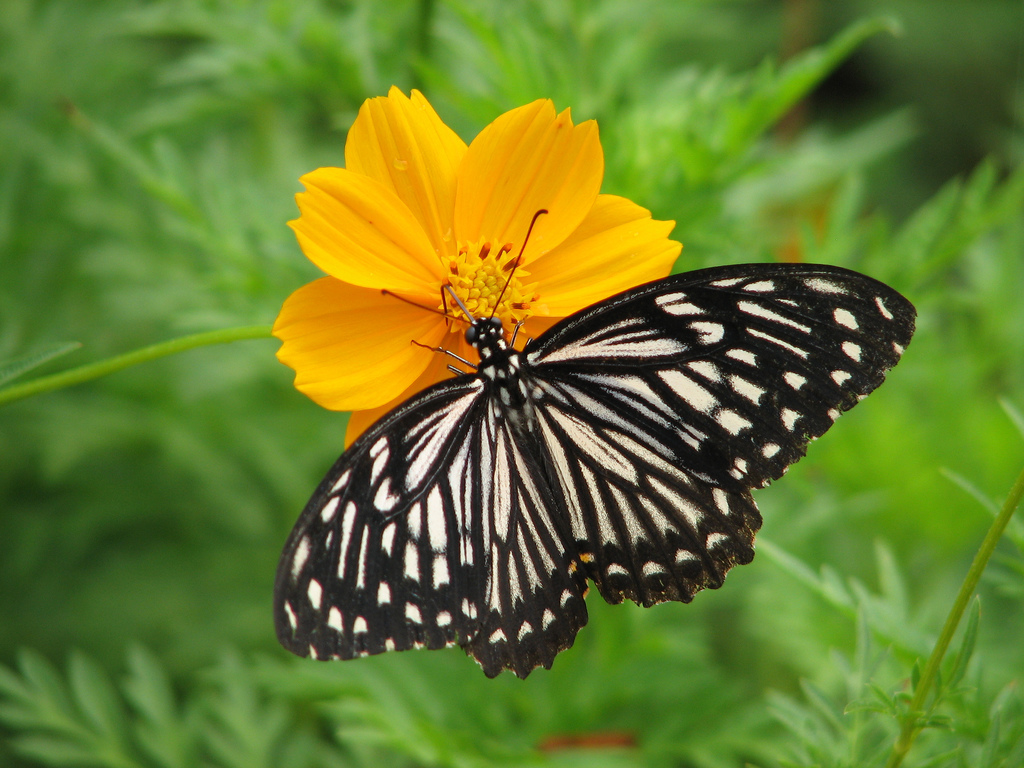
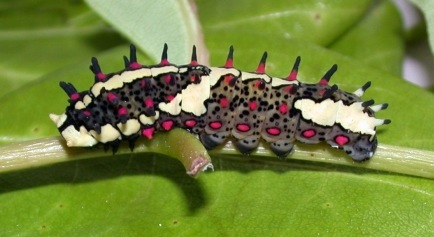
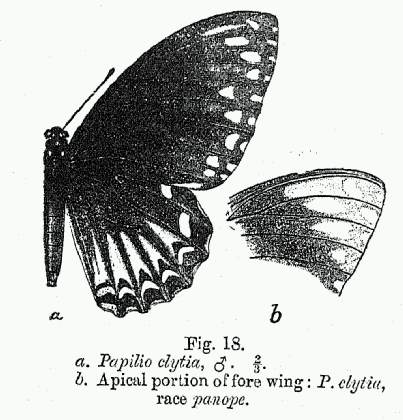
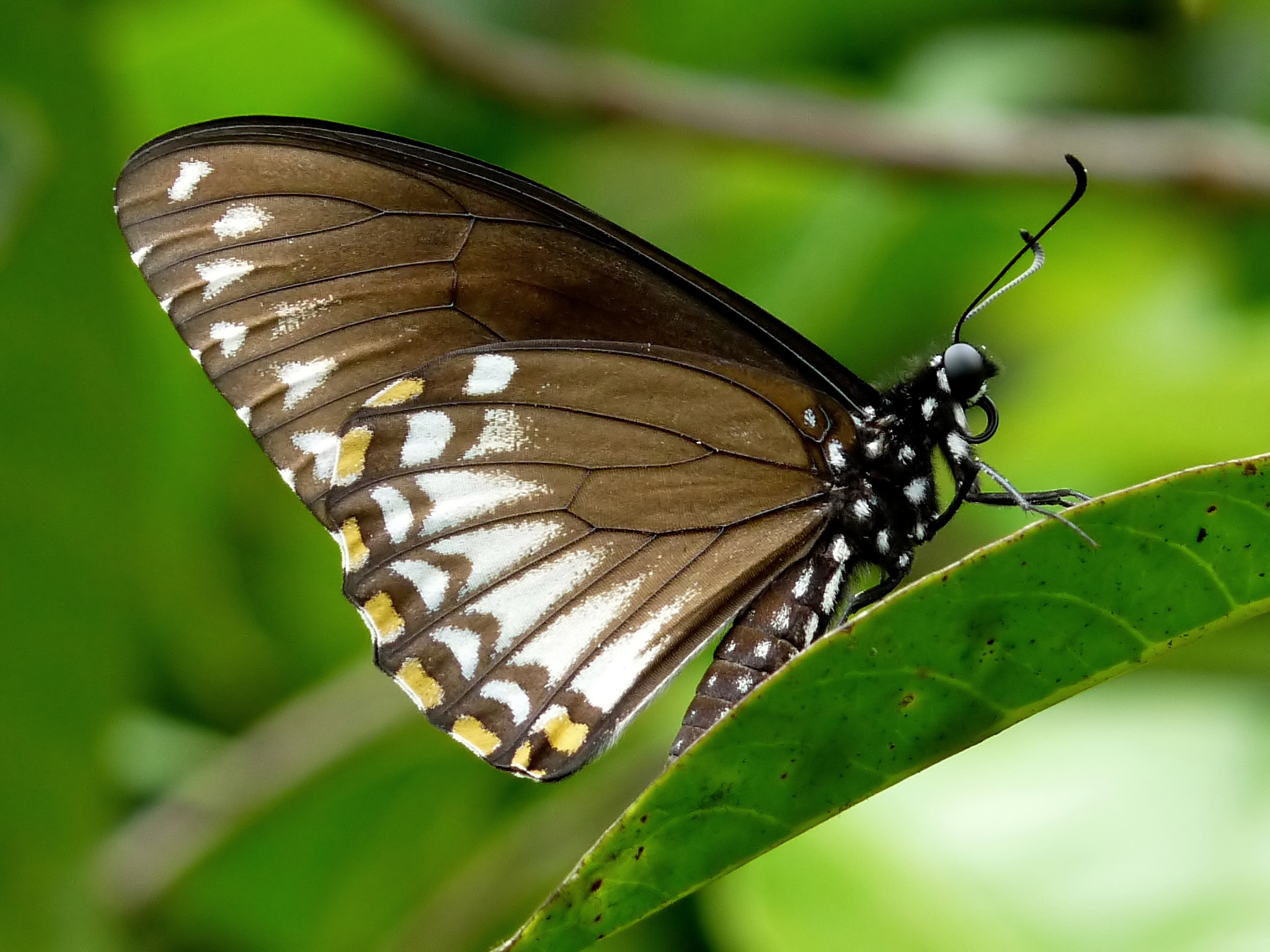